# Малко мъхово водно конче
Малкото мъхово водно конче (Leucorrhinia dubia) е вид водно конче от семейство Плоски водни кончета (Libellulidae).

## Разпространение
Видът е разпространен в Австрия, Беларус, Белгия, България, Великобритания, Германия, Испания, Китай (Хъйлундзян), Нидерландия, Норвегия, Полша, Румъния, Русия, Словакия, Словения, Сърбия, Украйна, Финландия, Франция, Черна гора, Чехия, Швейцария и Швеция.